# 昌源河
昌源河，位于中华人民共和国山西省中部的一条河流，为汾河左岸支流，发源于平遥县东南部孟山乡魏家庄村西沟庄以西太岳山支脉孟山头南麓，自西南向东北，流经平遥县东南部和武乡县西北角，于祁县来远镇东南右纳东峪河后转西北流，自东南向西北，纵贯祁县全境，至城赵镇丰固村转西南流，于城赵镇原西村西北汇入汾河。河长88.5千米，流域面积1029.7平方千米，河道平均比降6.86‰。年均径流量5730万立方米。